# 1592 Mathieu
Az 1592 Mathieu (ideiglenes jelöléssel 1951 LA) a Naprendszer kisbolygóövében található aszteroida. Sylvain Arend fedezte fel 1951. június 1-én, Uccleban.